# Paul De Loose
Paul De Loose (Antwerpen, 22 mei 1949) is een Vlaamse politicus voor de sp.a. Hij was van 1995 tot 2006 voor die partij lid van de gemeenteraad van Antwerpen. Van 1996 tot 2001 was hij in die stad schepen voor Openbare Werken.